# Nordische Skiweltmeisterschaften 1984/Nordische Kombination Männer
Bei den Nordischen Skiweltmeisterschaften 1984 gab es in der Nordischen Kombination der Männer nur den Teamwettbewerb, da dieser nicht zum Programm der Olympischen Winterspiele 1984 gehörte. Dabei kam es zu folgenden Ergebnissen:

## Legende
Kurze Übersicht zur Bedeutung der Symbolik – so üblicherweise auch in sonstigen Veröffentlichungen verwendet:
| k. A. | keine Angabe |

## Teamwettbewerb 3 × 10 km
Weltmeister 1982:  DDA (Uwe Dotzauer, Gunter Schmieder, Konrad Winkler)
Datum: 17. März 1984 in Rovaniemi
| Platz | Land             | Sportler                                                | Springen          | Springen     | Springen | Springen          | 3x10-km-Langlauf        | 3x10-km-Langlauf | 3x10-km-Langlauf | Punkte total |
| Platz | Land             | Sportler                                                | Punkte Teilnehm.  | Ges.- Punkte | Rang     | Start Diff. [min] | Zeit Diff. Finish [min] | Punkte           | Rang             | Punkte total |
| ----- | ---------------- | ------------------------------------------------------- | ----------------- | ------------ | -------- | ----------------- | ----------------------- | ---------------- | ---------------- | ------------ |
| 1     | Norwegen         | Tom Sandberg Hallstein Bøgseth Geir Andersen            | k. A. k. A. k. A. | 529,60       | 4        | 3:35,0            | 0:00,0                  | 650,00           | 1                | 1189,46      |
| 2     | Finnland         | Rauno Miettinen Jukka Ylipulli Jouko Karjalainen        | 228,0 169,7 146,8 | 544,50       | 3        | 2:20,5            | 1:31,5                  | 641,70           | 2                | 1186,32      |
| 3     | Sowjetunion      | Oleksandr Proswirnin Alexander Majorow Ildar Garifullin | 198,2 193,5 180,9 | 572,60       | 1        | 0:00,0            | 4:05,3                  | 610,94           | 4                | 1183,54      |
| 4     | DDR              | Heiko Hunger Uwe Dotzauer Gunter Schmieder              | 199,6 178,8 198,5 | 571,30       | 2        | 0:03,5            | 5:16,0                  | 596,80           | 6                | 1168,10      |
| 5     | BR Deutschland   | Thomas Müller Hermann Weinbuch Hubert Schwarz           | k. A. k. A. k. A. | 497,40       | 7        | 6:16,0            | 2:18,6                  | 632,28           | 3                | 1129,68      |
| 6     | Tschechoslowakei | Frantisek Repka Miroslav Kopal Jan Klimko               | k. A. k. A. k. A. | 514,80       | 6        | 4:49,0            | 4:53,4                  | 601,32           | 5                | 1116,12      |
| 7     | Japan            | Takahiro Tanaka Toshiaki Maruyama Yasuhide Miyazaki     | k. A. k. A. k. A. | 519,80       | 5        | 4:24,0            | 6:35,0                  | 587,70           | 8                | 1107,50      |
| 8     | USA              | Kerry Lynch Mike Randall Pat Ahern                      | k. A. k. A. k. A. | 472,50       | 8        | 8:20,5            | 6:35,0                  | 581,48           | 8                | 1053,98      |
| 9     | Polen            | Tadeusz Bafia Stanisław Kawulok Jan Legierski           | k. A. k. A. k. A. | 461,60       | 9        | 9:15,0            | 8:25,1                  | 558,98           | 9                | 1020,58      |